# Verbundene Reiseleistungen
Verbundene Reiseleistungen sind im Reiserecht Reiseleistungen, die ein Reisevermittler einem Reisenden für den Zweck derselben Reise anbietet, ohne dass es sich dabei um eine Pauschalreise handelt.

## Allgemeines
Die verbundene Reiseleistung (englisch linked travel arrangement) ist ein neuer Rechtsbegriff, der der Richtlinie (EU) 2015/2302 (Pauschalreiserichtlinie) entstammt und am 1. Juli 2018 in das deutsche Reiserecht übernommen wurde. Dem Gesetzgeber ging es darum, jene Geschäfte zu erfassen, bei denen mindestens zwei verschiedene Arten von Reiseleistungen für den Zweck derselben Reise kombiniert werden. Auch die Pauschalreise ist eine Gesamtheit von mindestens zwei verschiedenen Arten von Reiseleistungen für den Zweck derselben Reise (§ 651a Abs. 2 BGB).

## Rechtsfragen
Der Unterschied zur verbundenen Reiseleistung besteht darin, dass bei der Pauschalreise ein einheitlicher Reisepreis zu zahlen ist und der Reisende ein einziges Rechtsverhältnis lediglich zum Reiseveranstalter eingeht, auch wenn mehrere voneinander unabhängige Leistungsträger wie Fluggesellschaft, Hotel oder Mietwagenunternehmen beteiligt sind. Verbundene Reiseleistungen sind keine Pauschalreisen, ihnen wird vielmehr als neu eingeführte Kategorie ebenfalls ein Basisschutz eingeräumt. Der Reisende bucht einzelne Bestandteile der Reise wie Flug, Hotel und Mietwagen aufgrund separater, rechtlich getrennter Verträge. Dabei darf eine getrennte Auswahl und getrennte Bezahlung der Reiseleistung durch den Reisenden erfolgen (Art. 3 Abs. 5 Richtlinie (EU) 2015/2302). Wichtig dabei ist, das der Reisevermittler nachweisen kann, dass der Reisende die Leistungen getrennt ausgewiesen bekommt und sich zur Zahlung verpflichtet hat. Deshalb sollte für jede einzelne Leistung eine eigene Bestätigung und Rechnung erstellt werden.
Die verbundene Reiseleistung besteht gemäß § 651w BGB aus mindestens zwei verschiedenen Arten von Reiseleistungen für den Zweck derselben Reise. Das bedeutet, dass hierbei zwar im Reisebüro ein einheitlicher Bezahlvorgang vorliegen kann, die einzelnen Leistungserbringer (Fluggesellschaft, Hotel, Mietwagenfirma) jedoch getrennte Rechnungen ausstellen. Dadurch geht der Reisende ein Rechtsverhältnis zu jedem einzelnen Leistungsträger ein. Dies ist bei der Pauschalreise gerade nicht der Fall. Treten Reisemängel auf, so gilt das Gewährleistungsrecht des BGB und nicht das verbraucherfreundlichere Reiserecht.

## Rechtsfolgen
Der Reisende besitzt demnach einen Anspruch auf Nacherfüllung (§ 439 BGB), ein Rücktrittsrecht (§ 440 BGB, § 323 BGB, § 326 Abs. 5 BGB), Minderung (§ 441 BGB), Aufwendungsersatz (§ 284 BGB) oder Schadensersatz (§ 437 BGB). Diese Rechte muss er beim betroffenen Leistungsträger durchzusetzen versuchen.
Verbundenen Reiseleistungen wird jedoch ein gesetzlicher Basisschutz eingeräumt. Dieser Basisschutz besteht gemäß § 651w Abs. 2 und 3 BGB aus der Informationspflicht des Reisebüros aus Art. 251 EGBGB sowie aus der Sicherstellung von Anzahlungen oder Vorauszahlungen des Reisenden durch Reisesicherungsschein.
Der Reisende muss keine Privatperson sein, denn nach den seit dem 1. Juli 2018 geltenden Regelungen ist auch der Unternehmer im Sinne des § 14 BGB vom Anwendungsbereich des Reiserechts bei Geschäftsreisen einbezogen, sofern er nicht über einen Rahmenvertrag bucht. Damit fallen auch „Incentive-Reisen“ unter das neue Reiserecht, es sei denn, es besteht ein zuvor geschlossener Rahmenvertrag zwischen Reiseveranstalter und Unternehmer.
Die in der EU-Richtlinie getroffene Unterscheidung zwischen ad hoc zusammengestellten Pauschalreisen (Punkt 4.2) und sogenannten verbundenen Reiseleistungen ist auf den ersten Blick nicht leicht nachvollziehbar. Im stationären Vertrieb geht es in beiden Fällen um den Abschluss „separater Verträge“ mit „verschiedenen Anbietern“ bei nur einem „einzigen Besuch im Reisebüro“. Der Unterschied besteht lediglich darin, ob der Kunde der Zahlung erst dann zustimmt, wenn die Leistungen bereits kombiniert wurden (d. h., er möchte ein Gesamtpaket erwerben), oder, ob eine getrennte Auswahl und getrennte Zahlung der Reiseleistungen erfolgt (d. h., der Kunde entscheidet sich zunächst für eine Leistung und erwirbt im unmittelbaren zeitlichen Zusammenhang eine weitere Leistung). In der Praxis wird man die beiden Kategorien oft nur danach unterscheiden können, ob der Anbieter den Informationspflichten nach Art. 19 der EU-Richtlinie nachgekommen ist. Kommt das Reisebüro diesen Verpflichtungen nicht nach, dann gilt es als Veranstalter einer Pauschalreise.
Veranstalter und Vermittler werden künftig dazu verpflichtet, den Reisenden darüber zu informieren, ob er nun eine Pauschalreise oder verbundene Reiseleistungen erwirbt, und in welchem Umfang der Reisende abgesichert ist. Zu diesem Zweck enthält die Richtlinie im Anhang nun Formblätter, die dem Reisenden übergeben werden müssen (Art. 19 Abs. 2 letzter Absatz EU-Richtlinie). Ohne diese Formblätter könnte der Verbraucher den Unterschied zwischen einer Pauschalreise und verbundenen Reiseleistungen vermutlich nicht erkennen.
Reisebüros, die verbundene Reiseleistungen vermitteln, müssen eine Sicherheit für die Erstattung aller Zahlungen bieten, die sie von Reisenden erhalten, soweit eine der vermittelten Leistungen infolge ihrer Insolvenz nicht erbracht wird. Ist ein derartiger Unternehmer für die Beförderung von Personen verantwortlich (z. B. Airline oder Reisebusunternehmen), so erstreckt sich die Sicherheit auch auf die Rückbeförderung der Reisenden (Art. 19 Abs. 1 EU-Richtlinie). Diese Unternehmer haften aber nicht für die vertragsgemäße Erbringung der vermittelten Reiseleistungen, hier haftet der jeweilige Leistungserbringer für seine Leistung selbst (Art. 19 Abs. 2 EU-Richtlinie).